# Царев-Дол
Царев-Дол (болг. Царев дол) — село в Болгарии. Находится в Силистренской области, входит в общину Тутракан. Население составляет 67 человек.

## Политическая ситуация
Царев-Дол подчиняется непосредственно общине и не имеет своего кмета.
Кмет (мэр) общины Тутракан — Георги Димитров Георгиев (Болгарская социалистическая партия (БСП)) по результатам выборов в правление общины.